# Controverses sur la représentation des natifs américains dans le sport
Les controverses sur la représentation des natifs américains dans le sport, correspond à l'utilisation de termes, images, symboles ou toute représentation faisant référence aux peuples autochtones, aux Premières Nations ou leurs cultures, de manière péjorative, et ce, dans le sport professionnel, universitaire ou amateur aux États-Unis et au Canada. Dans les années 1960, avec les premiers mouvements de défense des droits civiques aux États-Unis, des natifs américains dénoncent l'utilisation de leur culture et leur représentation dans les médias, en particulier à travers les sports populaires qui véhiculent des stéréotypes et préjugés. Ainsi, l’utilisation des noms de tribus, ou bien de personnages historiques de la culture amérindienne, est perçue comme une forme d'appropriation culturelle.
Les défenseurs de cet usage, soulignent souvent leur intention d'honorer les Amérindiens et leur culture en se référant à des valeurs comme la force et le courage. Ils dénoncent le caractère « politiquement correct » de cette polémique. Le président américain Donald Trump lui-même, déclare sur son compte Twitter le 6 juillet 2020 : « Ils donnent le nom aux équipes pour leur force, non pour leur faiblesse, mais maintenant les Redskins de Washington et les Indians de Cleveland, deux franchises légendaires du sport (...) vont changer leur nom afin d'être politiquement correct » . Leurs opposants y voient les traits du stéréotype de l'Amérindien sauvage des westerns et insistent sur le fait que les stéréotypes, qu'ils soient positifs ou négatifs, sont nocifs car ils favorisent des associations fausses ou trompeuses entre un groupe et un trait.

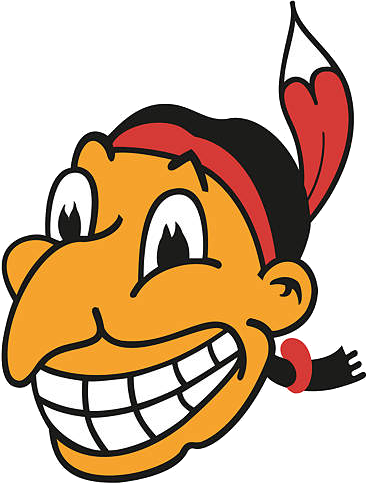
Logo de la mascotte Chief Wahoo	de l'équipe de baseball des Indians de Cleveland, période 1946-1950.

## Sports professionnels
Dans la culture sportive nord-américaine, il est très commun de donner des surnoms aux franchises professionnelles, ceux-ci évoquant une particularité, le folklore ou une tradition locale. Les équipes associent donc leur image et nom à un animal par exemple, mais parfois également aux natifs américains. Cependant, les organisations sportives ont progressivement limité ou supprimé ce type de référence. Aujourd'hui, il en reste peu dans le monde du sport professionnel.

### Baseball

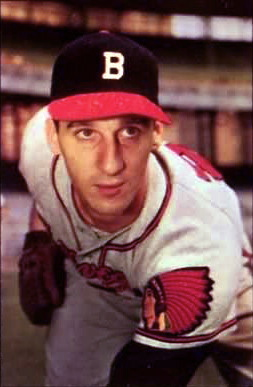
Logo des Braves de Milwaukee, sur la manche de l'uniforme d'un joueur en 1952
Logo (1957-66) des Braves de Milwaukee
Logo des Braves d'Atlanta
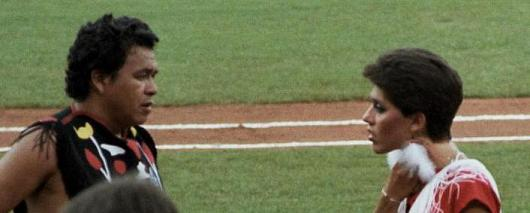
Le « Chef Noc-A-Homa » à gauche, et « Princess Win-A-Lotta » à droite en 1983 lors d'un match des Braves

#### Braves d'Atlanta
De 1945 à 1955, les Braves sont encore à Milwaukee, et ont pour logo principal un guerrier amérindien. De 1956 à 1965, le logo évolue pour représenter le visage d'un amérindien riant, coiffé d'une plume dans les cheveux. Avec la re-localisation de la franchise à Atlanta en 1966, le visuel ne change que légèrement, avec l'ajout de « Braves » sous le logo. À partir de 1987, la figure de l'amérindien disparaît pour être remplacée par un tomahawk et du nom des « Braves ».
Atlanta use également d’autres symboles amérindiens avec ses mascottes. D’abord avec la mascotte principale le « Chef Noc-A-Homa » (1966-1985), qui est incarné essentiellement par l'acteur Levi Walker, qui interprète alors un chef amérindien en tenue traditionnelle. Puis, avec le personnage féminin « Princess Win-A-Lotta » (1983-1984) qui l’accompagne, pendant une courte période. L’arrêt, consécutif à un accident de la route, de l’actrice Kim Calos qui incarne « Princess Win-A-Lotta », entraîne la disparition du personnage. Puis, après un désaccord financier, Levi Walker n’incarne plus le « Chef Noc-A-Homa » et n’est pas remplacé.
Aujourd'hui, la franchise défend son utilisation du nom des « Braves » en soulignant qu'ils respectent et honorent les valeurs de la culture des natifs américains en plus des relations étroites qu’ils entretiennent avec ses représentants. La question de la permanence du « Tomahawk chop » est cependant à l'étude.

#### Indians de Cleveland

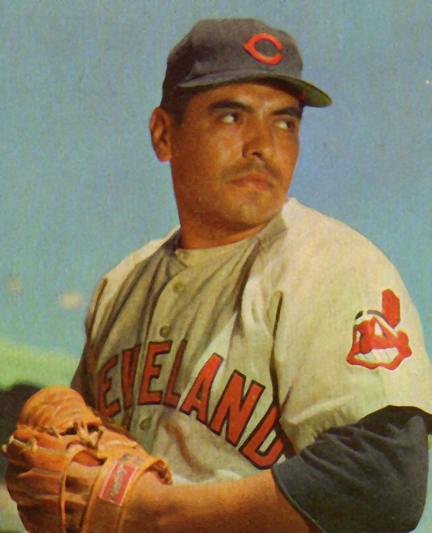
Chief Wahoo, sur la manche de l'uniforme d'un joueur des Indians, dans les années 1950

Chief Wahoo

Le logo des Indians de Cleveland de la MLB est une véritable caricature d'un amérindien. Cette mascotte, baptisée Chief Wahoo, ainsi que le nom « Indians » sont fréquemment dénoncés comme racistes pour leur représentation stéréotypée des peuples autochtones,.
Chief Wahoo est représenté sur le logo des Indians de Cleveland depuis 1946. Son design est modifié en 1950 et le nouveau Chief Wahoo apparaît sur les tenues des joueurs au début de la saison 1951.
Les manifestations sont fréquentes depuis le milieu des années 1990. Ainsi, au match d'ouverture de la saison 1998, des manifestants brûlent une effigie de Chief Wahoo et sont arrêtés. Ils répliquent en justice, arguant que leur liberté d'expression a été brimée, mais la Cour suprême de l'Ohio leur donne tort en 2004.
En 2014, la remise en cause de ce logo se renforce avec le Plain Dealer, (quotidien de Cleveland qui avait en 1915 inventé le personnage Chief Wahoo inspirant la mascotte des Indians) qui le qualifie de « raciste » et soutient alors dans un éditorial son retrait,. La même année, en guise de protestation, certains supporteurs de l'équipe retirent Chief Wahoo de leur équipement des Indians, ne laissant que la silhouette du personnage
Certains médias vont jusqu’à ne plus imprimer le visage de Chief Wahoo.
Le 2 avril 2016, les Indians relèguent officiellement Wahoo au rang de logo secondaire, remplaçant leur logo principal par une lettre « C » rouge qu'ils utilisaient déjà depuis plusieurs années.
Le 29 janvier 2018, les Indians de Cleveland annoncent que Chief Wahoo n'apparaîtra plus sur les uniformes ou les casquettes de l'équipe à partir de 2019. Le club de Cleveland conserve cependant le droit de vendre la marchandise à son effigie et en tirer un profit financier, puisqu'il en possède les droits.
Lors du match d’ouverture de la saison 2020 de la MLB, Cleveland utilise alors son maillot extérieur pour un match dans leur propre stade, et ainsi ne pas afficher leur surnom. Ce geste symbolique est décidé en accord avec les joueurs et le propriétaire de la franchise, et ce, uniquement pour le match d'ouverture.
Le 23 juillet 2021, la franchise de Cleveland annonce leur nouveau nom, troquant « Indians » par « Guardians ». Le changement est effectif à partir de la saison 2022.

### Basketball

#### Warriors de Golden State
Un « warrior » ou guerrier en français, fait référence à la combativité des Amérindiens durant les guerres indiennes. Le « warrior » est surtout dans les cultures amérindiennes celui qui se sacrifie pour protéger les siens. Aujourd'hui, le lien avec les Warriors de Golden State n'est plus évident. Mais à l'origine, leur logo représentait un amérindien, notamment quand la franchise était encore basée dans la ville de Philadelphie. Une fois la franchise de la NBA installée en Californie, le logo devient une coiffe amérindienne typique, enfin la lettre « i » de Warriors est stylisée en pointe de flèche. À partir de 1969, toute référence à la culture amérindienne est définitivement abandonnée tout en gardant le nom des Warriors.

### Football américain

#### Chiefs de Kansas City
Les « Chiefs » sont la dernière franchise professionnelle à avoir adopté un surnom faisant référence à la culture amérindienne. Cependant, cette référence est une allusion directe à Harold Roe Bartle, le maire de la ville de Kansas City entre 1955 et 1963. En effet, il fut un acteur majeur de la relocalisation de la franchise alors qu'elle était encore basée à Dallas au Texas. Bartle avait pour surnom « Chief Lone Bear », au sein d'un groupe de boy scout dont il était un membre fondateur. Ainsi, lors de l'installation de la franchise dans le Missouri en 1963, elle prend alors le nom des « Chiefs » en l'honneur de Harold Roe Bartle.
Comme les « Redskins » et les « Indians », les communautés amérindiennes protestent face à l'utilisation de ce surnom, en plus de la mascotte et des chants ayant lieu dans le stade. Cependant, l'organisation n'a jamais remis en cause le nom de l'équipe. En août 2020, les « Chiefs » annoncent que les coiffes amérindiennes et les peintures amérindiennes du visage seront désormais interdites dans leur stade.

#### Redskins de Washington

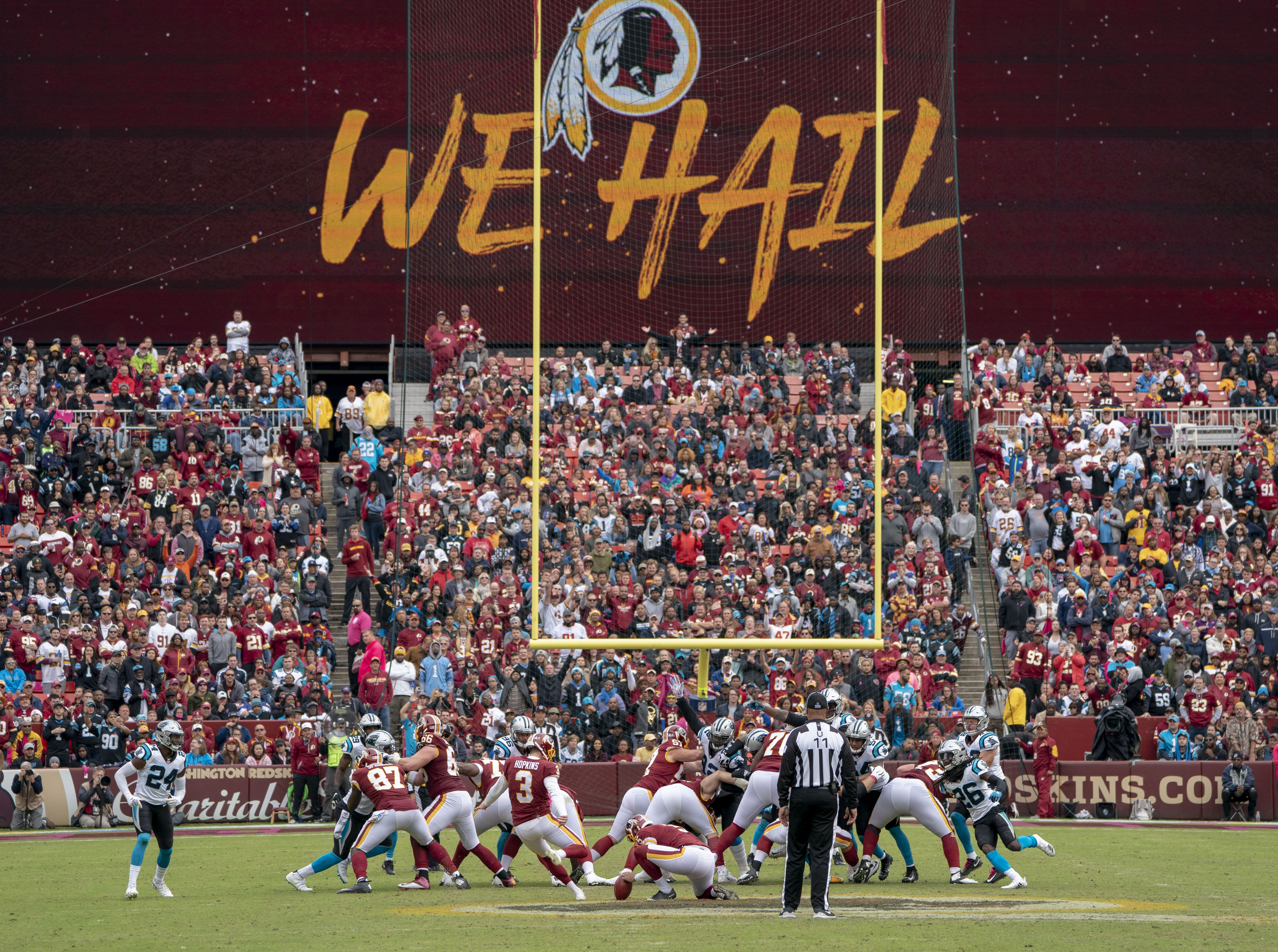
Le logo des Redskins affiché sur l'écran géant de leur stade, en 2018

En anglais, Red Skins signifie « Peaux Rouges ». Il s'agit d'un terme utilisé pour désigner les Amérindiens de façon péjorative. La franchise de la capitale fédérale américaine, utilise le terme « Redskins » depuis 1933, à la fois dans le nom et les surnoms dans une époque où l'équipe est encore les « Redskins » de Boston. Ce nom est conservé en 1937, après la relocalisation de la franchise dans la région métropolitaine de Washington. Il est également question de la mascotte, des différents logos et donc de manière globale, de toute l'image et représentation de la franchise.
Les communautés natives américaines demandant des changements de surnom, nom ou toute référence, qu'elles considèrent être insultant depuis des décennies. En 1992, l'activiste des droits des Amérindiens, Suzan Shown Harjo, fut à l'origine de la première action en justice contre les « Redskins ». La plainte contestant que le nom des « Redskins » puisse être une marque déposée. En effet, une loi interdit tout copyright sur les mots injurieux. Le Bureau américain des brevets et des marques de commerce (USPTO) donne raison aux plaignants en 1999. Mais l'organisation des « Redskins » fit appel, puis va s'ensuivre une série de décisions de justices contradictoires, avant que la Cour suprême des États-Unis se déclare incompétente à trancher le litige.
En 2013, la question du nom de la franchise refait surface. Cependant, la NFL et Daniel Snyder (propriétaire de Redskins de Washington au moment des faits) réfutent le caractère offensant du nom de la franchise. Ils soulignent le caractère traditionnel de cette appellation et s’appuient sur des sondages auprès des communautés natives mettant en avant que le nom des Redskins n’était pas perçu comme péjoratif. Daniel Snyder déclare ainsi en 2013 dans la presse, qu'il ne changerait « jamais » le surnom de l'équipe.
En 2020, à la suite de la mort de George Floyd, un important mouvement en faveur des minorités met à nouveau en avant la question de la représentation de la minorité amérindienne. À cela s’ajoute la pression d'importants sponsors dont FedEx ou encore Nike. La franchise accepte finalement de changer de nom. Ainsi, le 13 juillet 2020, la franchise annonce officiellement l'abandon du nom « Redskins » et des logos associés. Quelques jours plus tard, le 23 juillet, un nouveau nom provisoire, « Washington Football Team » est adopté pour la saison 2020. Le 2 février 2022, la franchise est officiellement rebaptisée « Commanders de Washington ».

### Football canadien

#### Eskimos d'Edmonton
Les Eskimos d'Edmonton de la Ligue canadienne de football portent le nom des « Eskimos » depuis leur fondation en 1949. Cependant, la franchise canadienne n'a jamais utilisé d'image ou représentation ayant un lien avec le peuple « Eskimos ». Par ailleurs, au Canada, l'appellation « Inuits » est officielle depuis les années 1970 et remplace le terme « Esquimaux » (ou « Eskimos »). La dénomination « Eskimos » pouvant être considérée comme péjorative et offensante.
En 2020, la franchise de Washington en NFL se voit contrainte de changer de nom, sous la pression médiatique et également de ses principaux sponsors. La polémique relance alors la question du nom de l'équipe de football canadien d'Edmonton. Dans un premier temps, la franchise annonce son intention de conserver le nom d'« Eskimos » après avoir tenu une étude exhaustive avec des dirigeants du peuple inuit et des membres de leur communauté partout au Canada. Pourtant, à l'instar de Washington, certains sponsors menacent de rompre leur relation avec la franchise, si le nom ne changeait pas. Ainsi, le 21 juillet 2020, la franchise canadienne annonce l'abandon du nom des « Eskimos », le temps de trouver un nouveau surnom, l'équipe s'appellera temporairement « Edmonton Football Team »
.
Le 1er juin 2021, la franchise annonce son nouveau nom, les « Edmonton Elks » en anglais (« Elks d'Edmonton » en français, le mot elk signifiant wapiti).

### Hockey sur glace

#### Blackhawks de Chicago

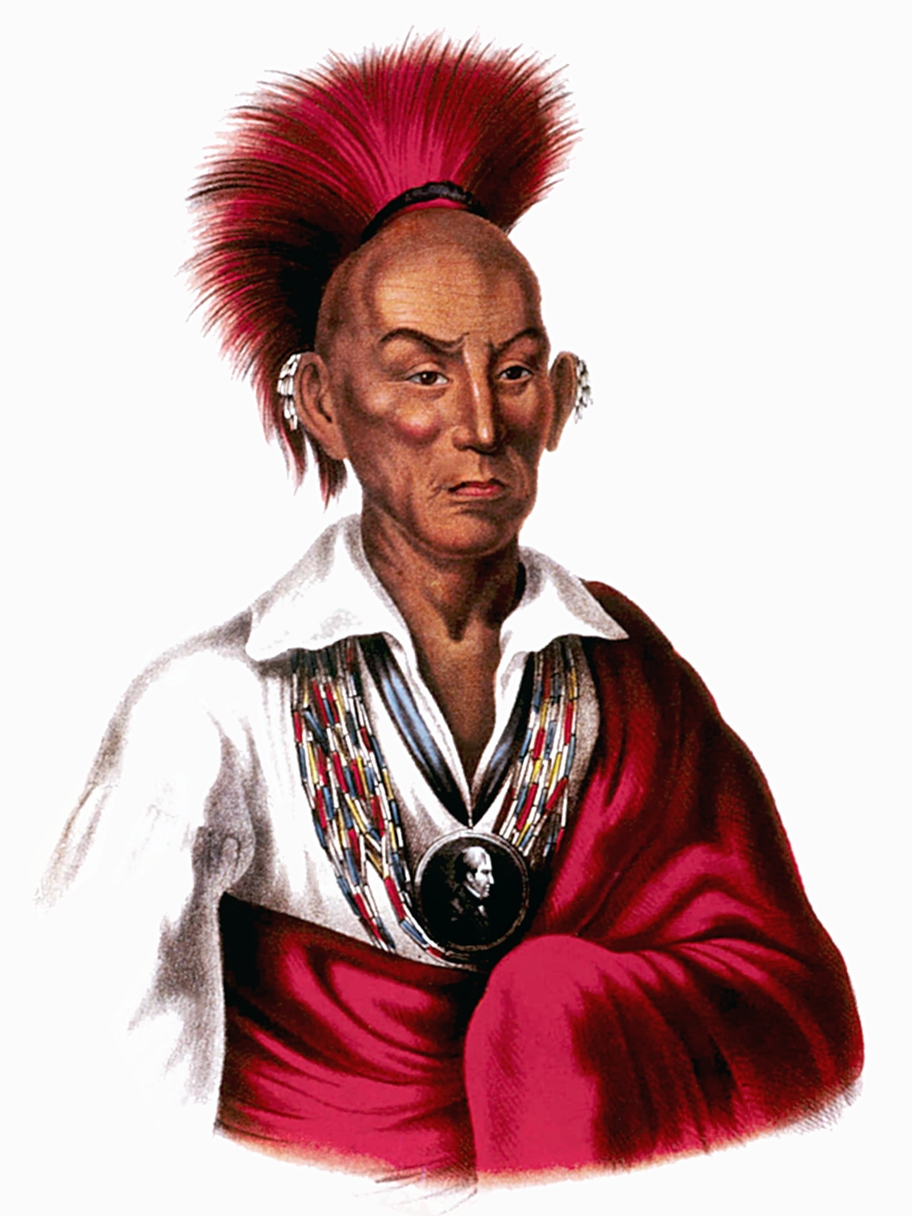
Représentation du chef amérindien Black Hawk.

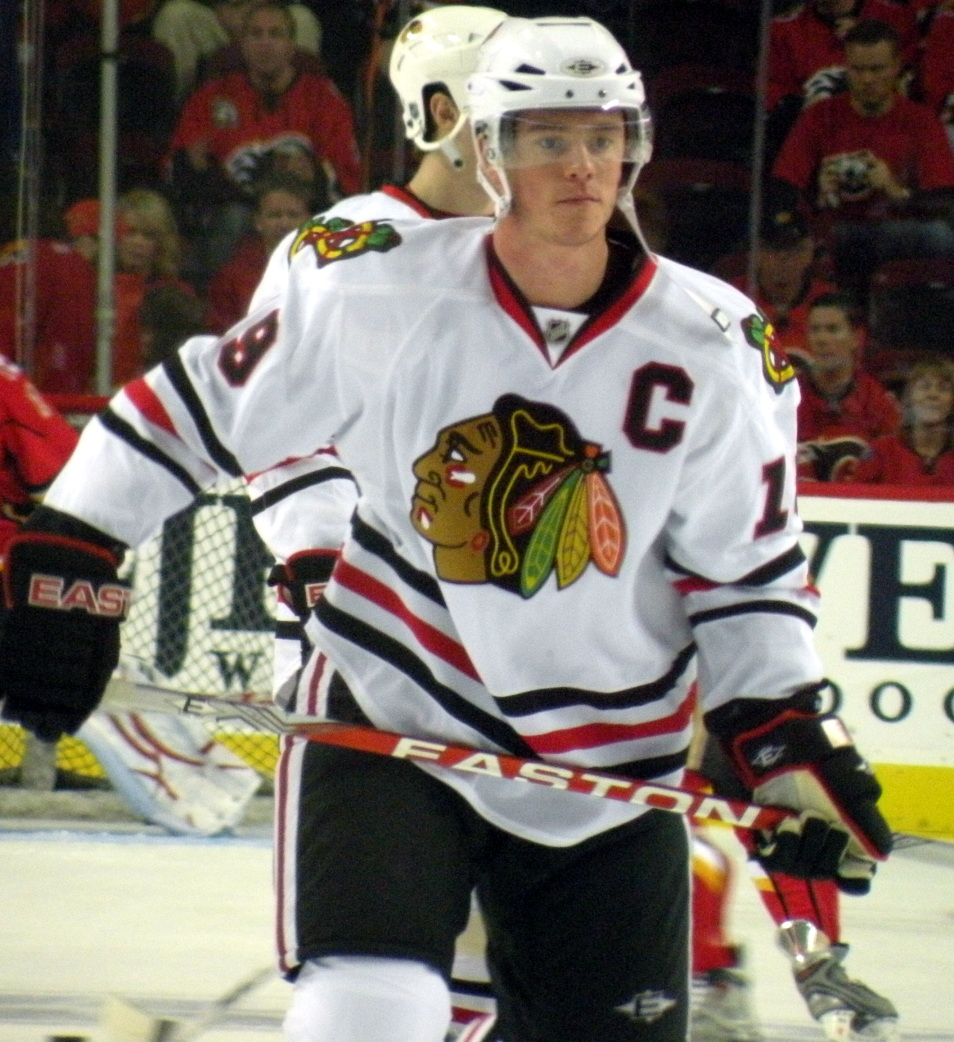
Le logo des Blackhawks sur l'uniforme d'un joueur, en 2009.

La franchise des Blackhawks de Chicago de la Ligue nationale de hockey (NHL) est fondée en 1926 par Frederic McLaughlin. Il nomme son équipe en référence à la 85e division d'infanterie du 333rd Machine Gun Battalion de l'Armée de Terre américaine dans laquelle il sert pendant la Première Guerre mondiale. Les membres de cette unité sont alors surnommés les « Black Hawks », qui elle-même fait référence au chef amérindien Black Hawk. Le chef Black Hawk est une figure importante dans l'histoire la nation Sauk dans l'Illinois, qui a combattu lors de la guerre anglo-américaine de 1812 et la guerre de Black Hawk.

## Sports universitaires

### National Collegiate Athletic Association
En 2005, un rapport propre à la National Collegiate Athletic Association, estime que certaines institutions ayant des noms, des mascottes, ou images pouvant être considérés comme « hostile ou abusif » envers les Amérindiens. Le rapport conduit plusieurs universités américaines à abandonner les surnoms ou références à la culture amérindienne et ainsi éviter des sanctions de la NCAA. L'Université d'État de l'Arkansas fut l'un d'entre elles, troquant alors le surnom des « Indians » par « Red Wolves » pour toutes les équipes sportives à partir de 2008,.

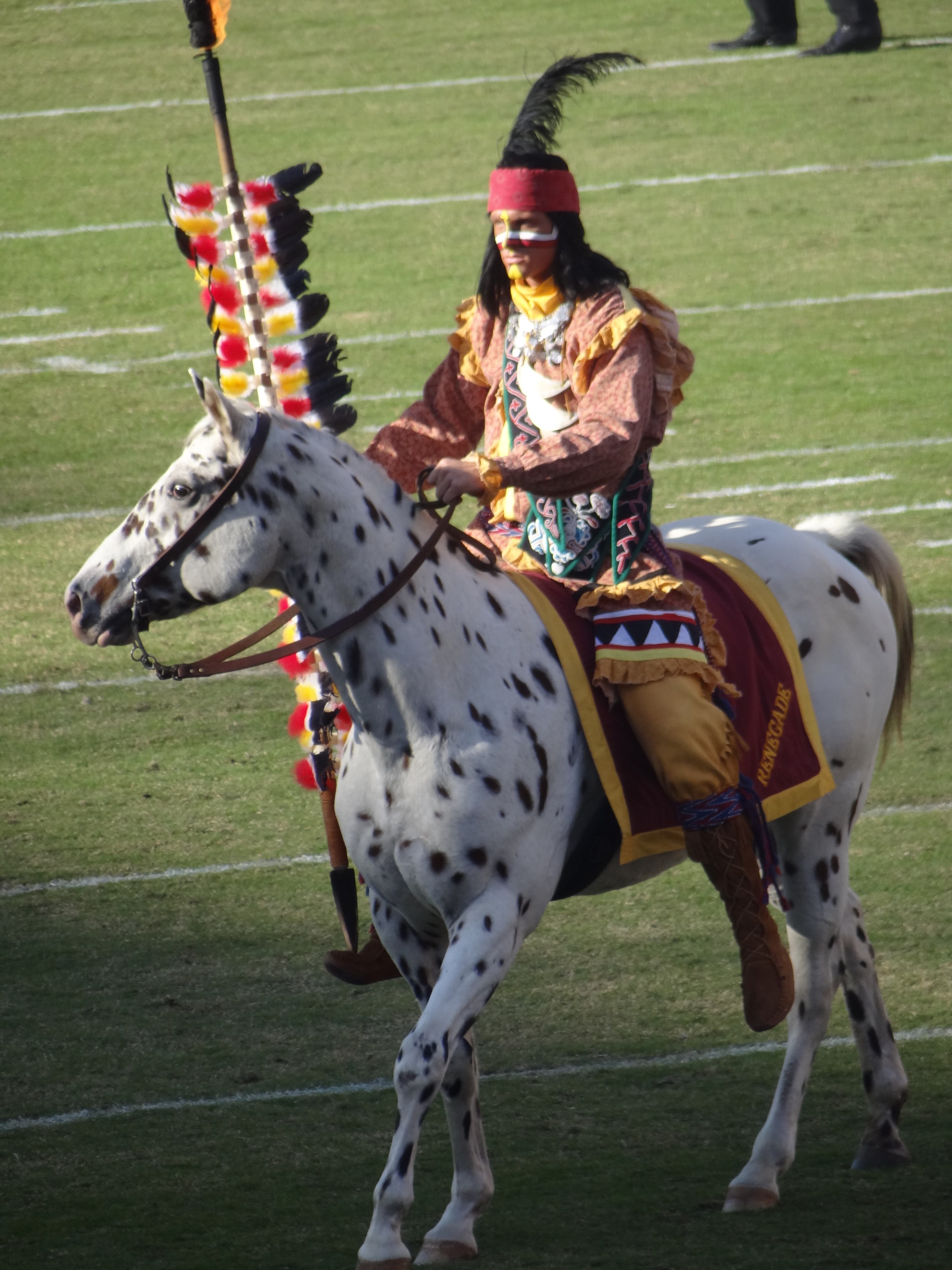
Osceola figure Séminole lors d'un match des Seminoles de Florida State en 2011

Cependant, plusieurs dérogations sont accordées, comme c'est le cas des Seminoles de Florida State. Ainsi, les équipes sportives de l'université portent le nom de la tribu des Séminoles, mais en accord avec les représentants de la nation Séminole.
Cependant, la question reste ouverte quand les surnoms ne concernent pas des ethnies non-Amérindiens. Les Aztecs de San Diego State ne sont pas cités dans le rapport de 2005. La NCCA se défendant, par le fait que la Civilisation précolombienne des Aztèques est héritage culturel lié au Mexique, sans représentant ou groupe pouvant les représenter aux États-Unis.
Enfin, c'est également le cas du Fighting Irish de Notre Dame et des Ragin' Cajuns de Louisiane souvent repris comme contre-argument d'un double standard. Les deux communautés, irlandaise et cadienne étant largement présentent dans le pays, mais ayant essentiellement des racines européennes.